# St-Léonard (Croissy-sur-Seine)

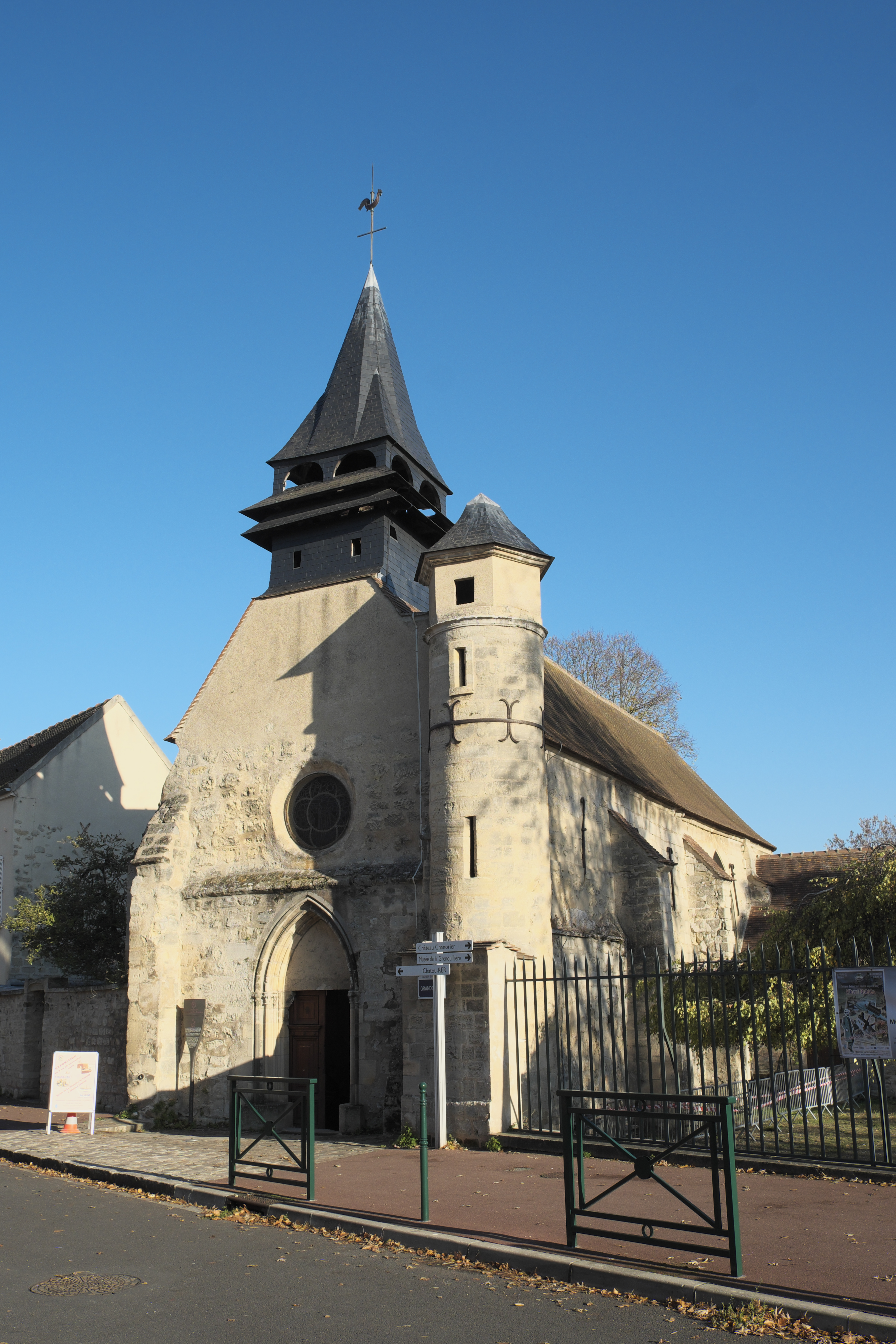
Chapelle Saint-Léonard, von Westen

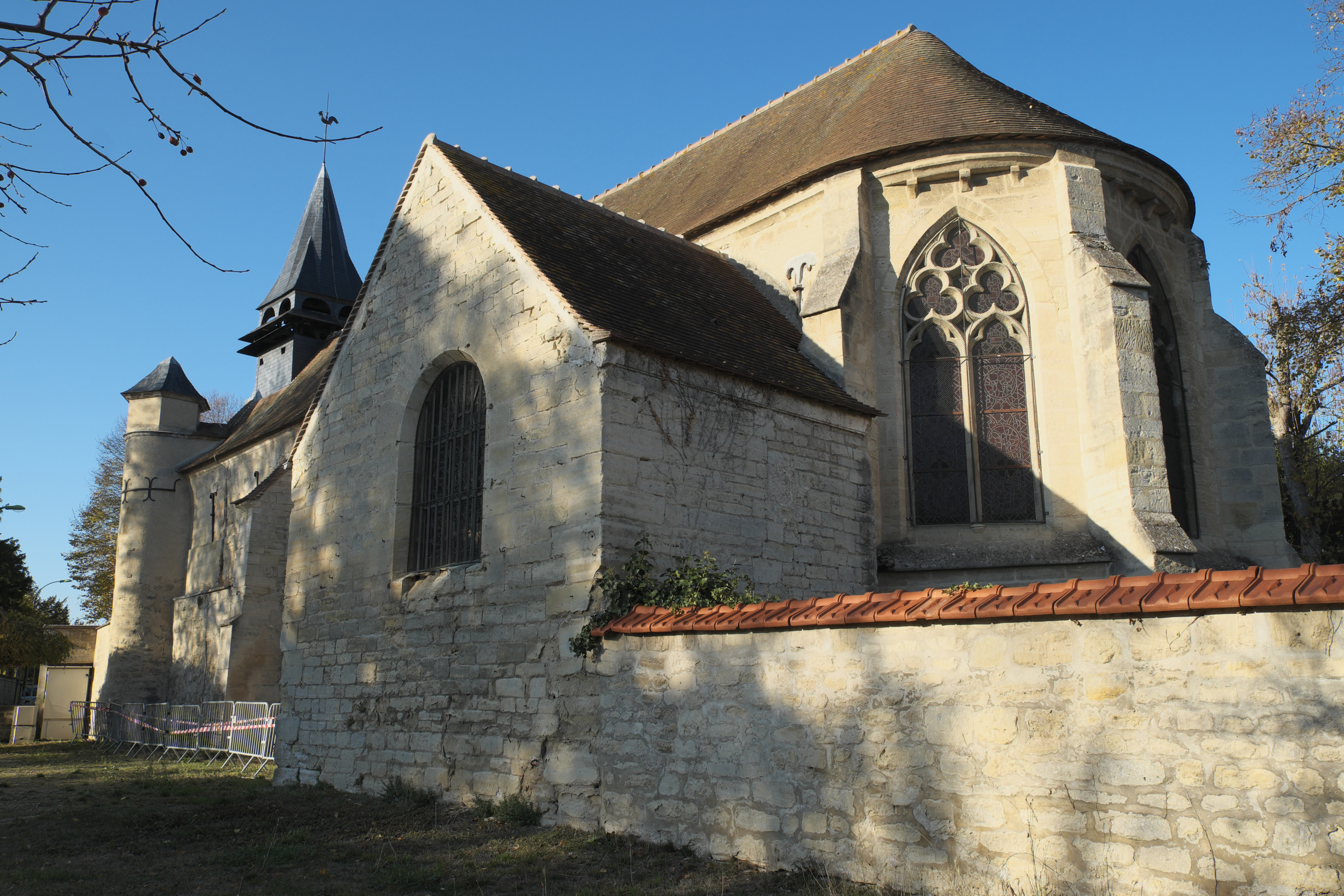
Chapelle Saint-Léonard, von Südosten

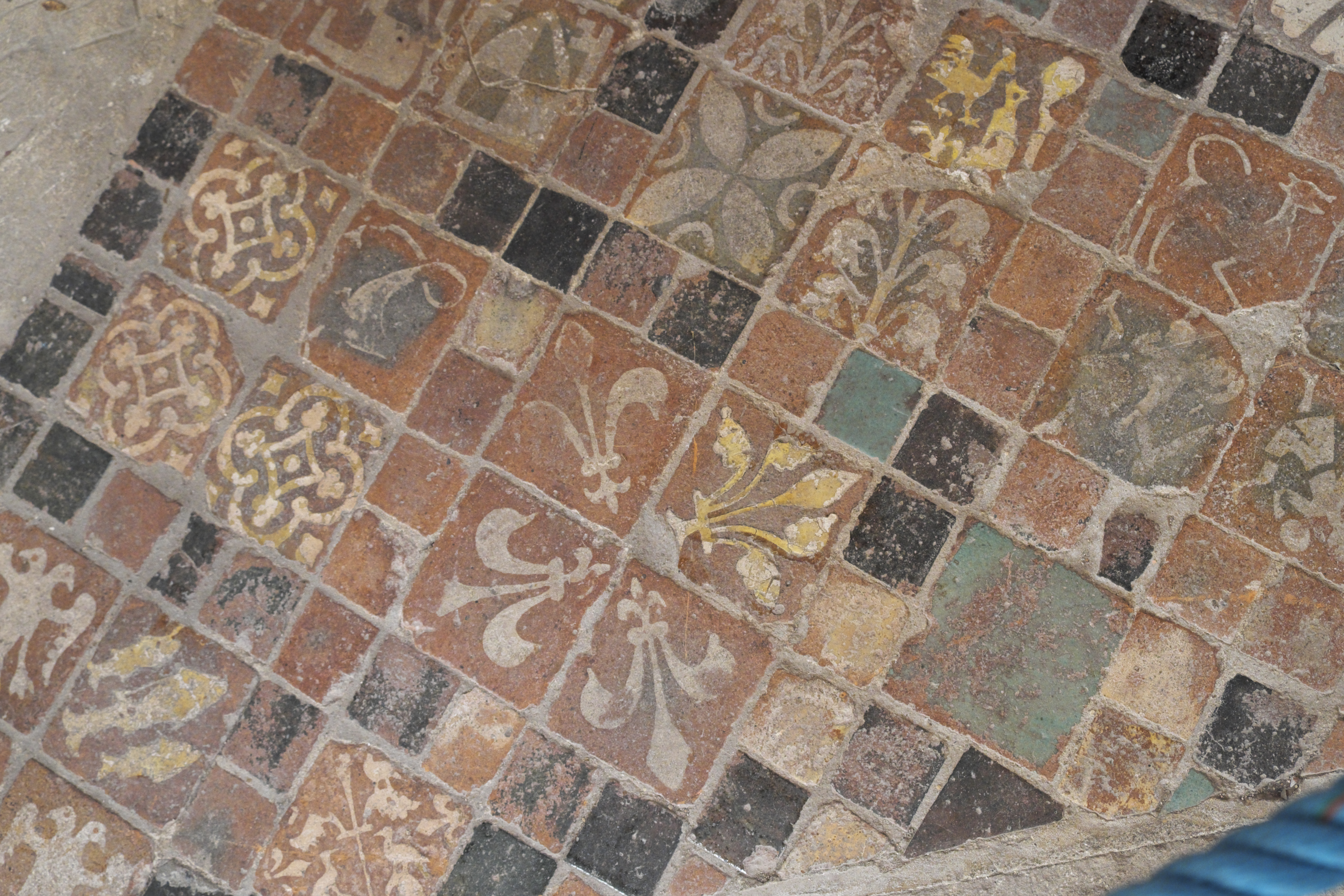
Bodenfliesen aus dem 14./15. Jahrhundert

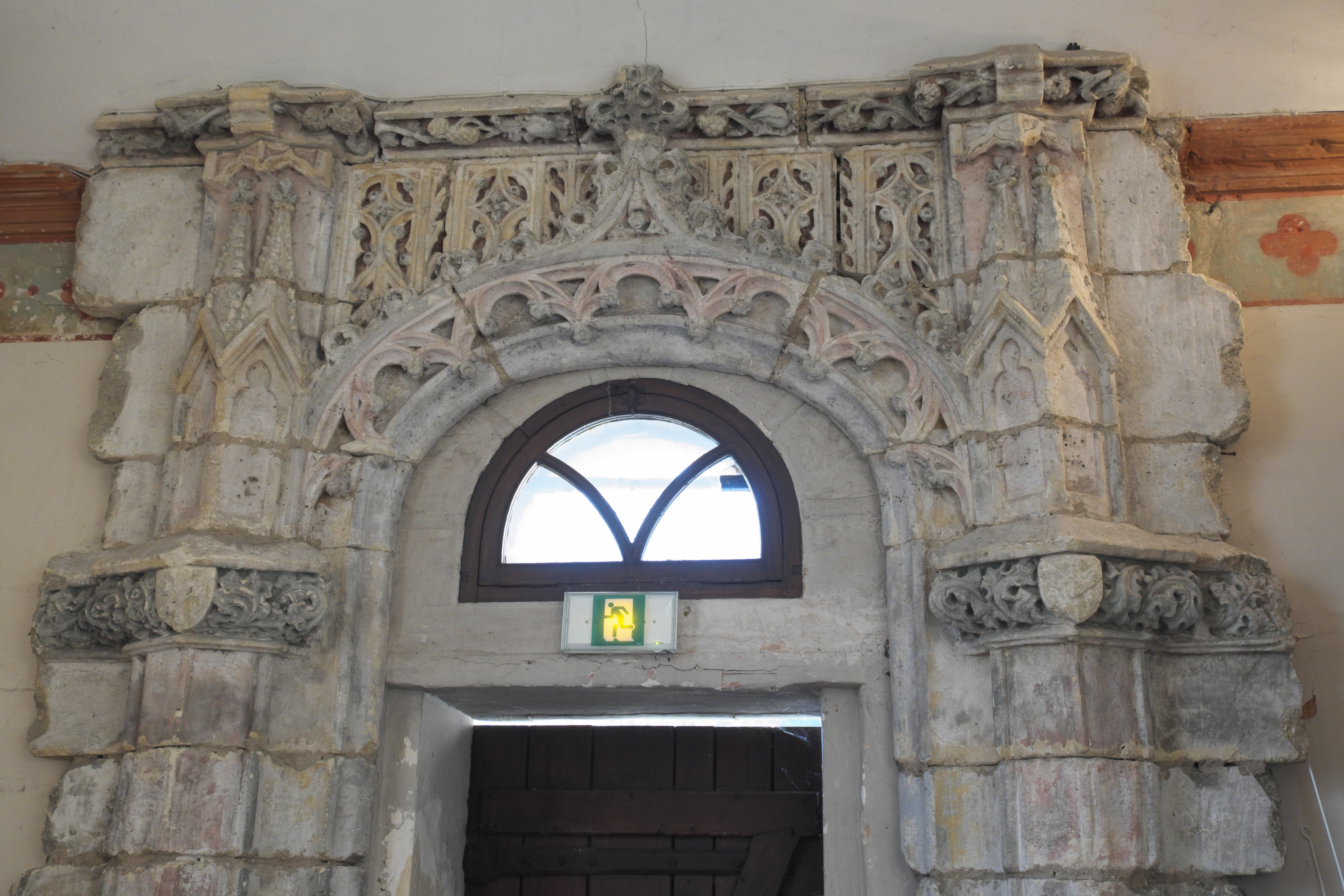
Portalumrahmung

Die Kapelle St-Léonard (auch Chapelle Saint-Léonard et Saint-Martin) in Croissy-sur-Seine, einer Gemeinde im Département Yvelines in der französischen Region Île-de-France, wurde zu Beginn des 13. Jahrhunderts im Stil der Gotik errichtet und diente bis zu ihrer Profanierung im Jahr 1882 als katholische Pfarrkirche. Im Jahr 1942 wurde das Gebäude als Monument historique in die Liste der Baudenkmäler in Frankreich (Base Mérimée) aufgenommen.

## Geschichte
Bereits in karolingischer Zeit gab es vermutlich an der Stelle der Chapelle Saint-Léonard eine dem heiligen Martin von Tours geweihte schlichte Kapelle, die unter der Herrschaft der Karolinger zur Pfarrkirche erhoben wurde. Im Jahr 1211 unterstellte der Bischof von Paris die Kirche dem Augustiner-Chorherrenstift in Saint-Léonard-de-Noblat, das in Croissy ein Priorat einrichtete und die dortige Kirche mit Reliquien ihres Schutzpatrons und Klostergründers ausstattete. In der Folge übernahm die Kirche als zweites Patrozinium das des heiligen Leonhard von Limoges und wurde zum Ziel einer vielbesuchten Wallfahrt. In der Mitte des 17. Jahrhunderts fanden unter dem damaligen Grundherrn von Croissy, François de Patrocles, und mit der Unterstützung durch Anna von Österreich, der Mutter von Ludwig XIV., umfangreiche Baumaßnahmen und Renovierungsarbeiten in der Kirche statt. Zwischen 1645 und 1655 wurden eine Sakristei und zwei Privatkapellen an den Chor angefügt und im Westen des Langhauses eine hölzerne Empore eingebaut. In den 1730er Jahren vergrößerte man die südliche Seitenkapelle und legte den Fußboden im gesamten Innenraum um 70 cm höher, wobei zahlreiche alte Grabplatten als Bodenbelag wiederverwendet wurden.
Im Jahr 1882 erfolgte die Profanierung der zu klein gewordenen Kirche, nachdem im heutigen Zentrum von Croissy eine neue Pfarrkirche errichtet worden war. 1896 erwarb der Maler Théophile Poilpot das ehemalige Gotteshaus und richtete dort sein Atelier und ein kleines Museum ein. Er ließ im Chor Bodenfliesen aus dem 14. und 15. Jahrhundert verlegen, in der südlichen Seitenkapelle ließ er einen Kamin und eine Portalumrahmung im Stil der Flamboyant-Gotik einbauen und an der Emporenbrüstung ließ er 14 auf Pappelholz gemalte Tafelbilder (closoirs) (Monument historique (Objekt) seit 2012) aus dem 15. Jahrhundert anbringen. Nach dem Tod Poilpots wechselte die ehemalige Kirche mehrfach ihren Besitzer, bis sie 1976 die Gemeinde kaufte. Seit den 1980er Jahren finden in dem Gebäude, das seither den Namen Chapelle Saint-Léonard trägt, Ausstellungen und Konzerte statt.

## Architektur

### Außenbau
Die Westfassade wird von einem schiefergedeckten, hölzernen Dachreiter bekrönt und an der Südseite von einem runden Treppenturm flankiert. In einen schmalen, von Steinplatten gedeckten Wandvorsprung ist das spitzbogige, von Archivolten umgebene Portal eingeschnitten, über dem sich ein Rundfenster öffnet. Massive Strebepfeiler verstärken die Außenmauern von Chor und Langhaus.

### Innenraum

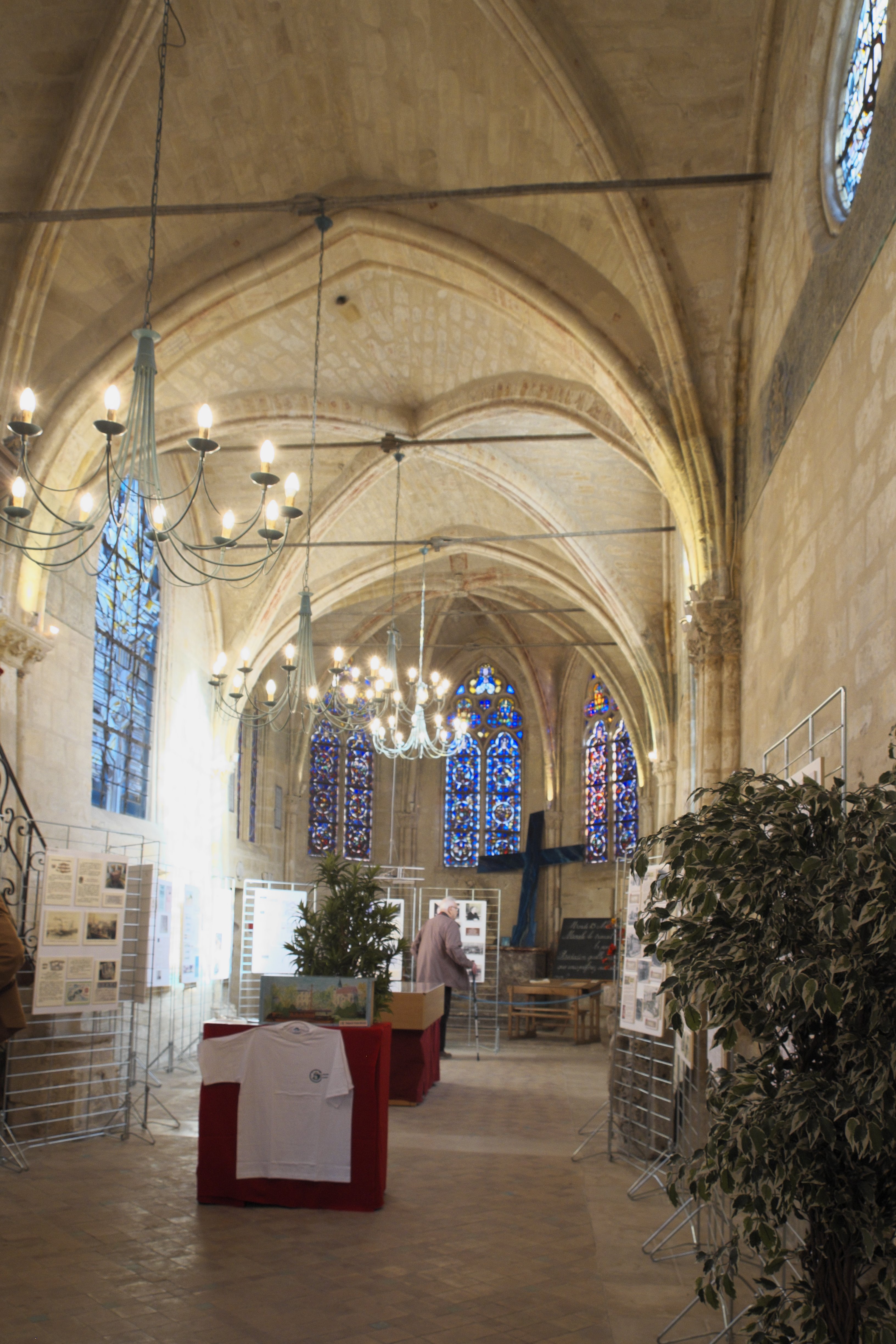
Innenraum

Das einschiffige Langhaus ist in drei Joche gegliedert und wird von einem Kreuzrippengewölbe gedeckt. Der polygonale Chor besitzt ein sechsteiliges Rippengewölbe, dessen Schlussstein mit dem Relief eines Kopfes verziert ist. Die Gewölberippen ruhen im Chor auf schlanken Säulen mit Blattkapitellen, im Langhaus werden sie durch Pilaster ergänzt.

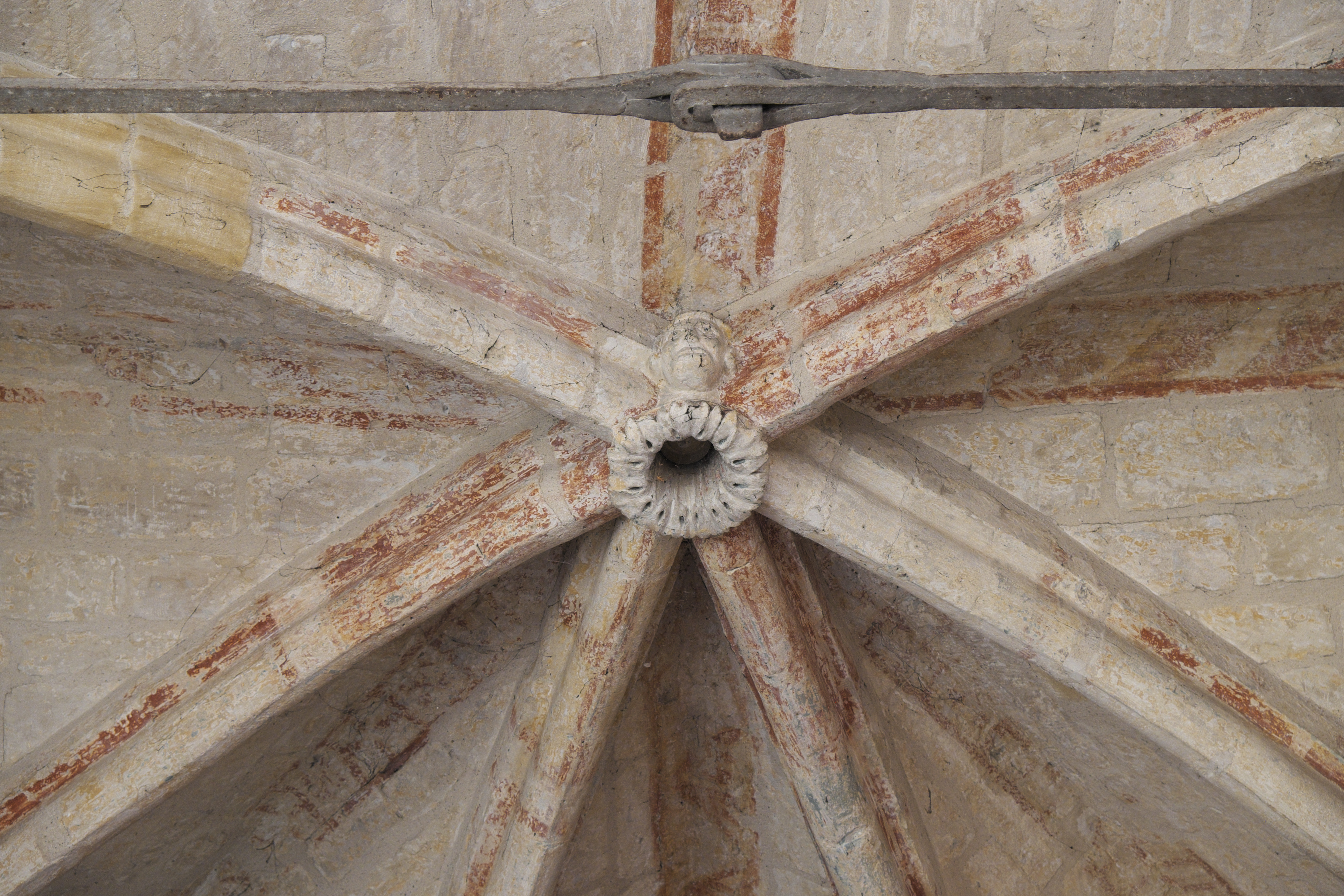
Gewölberippen und Schlussstein im Chor
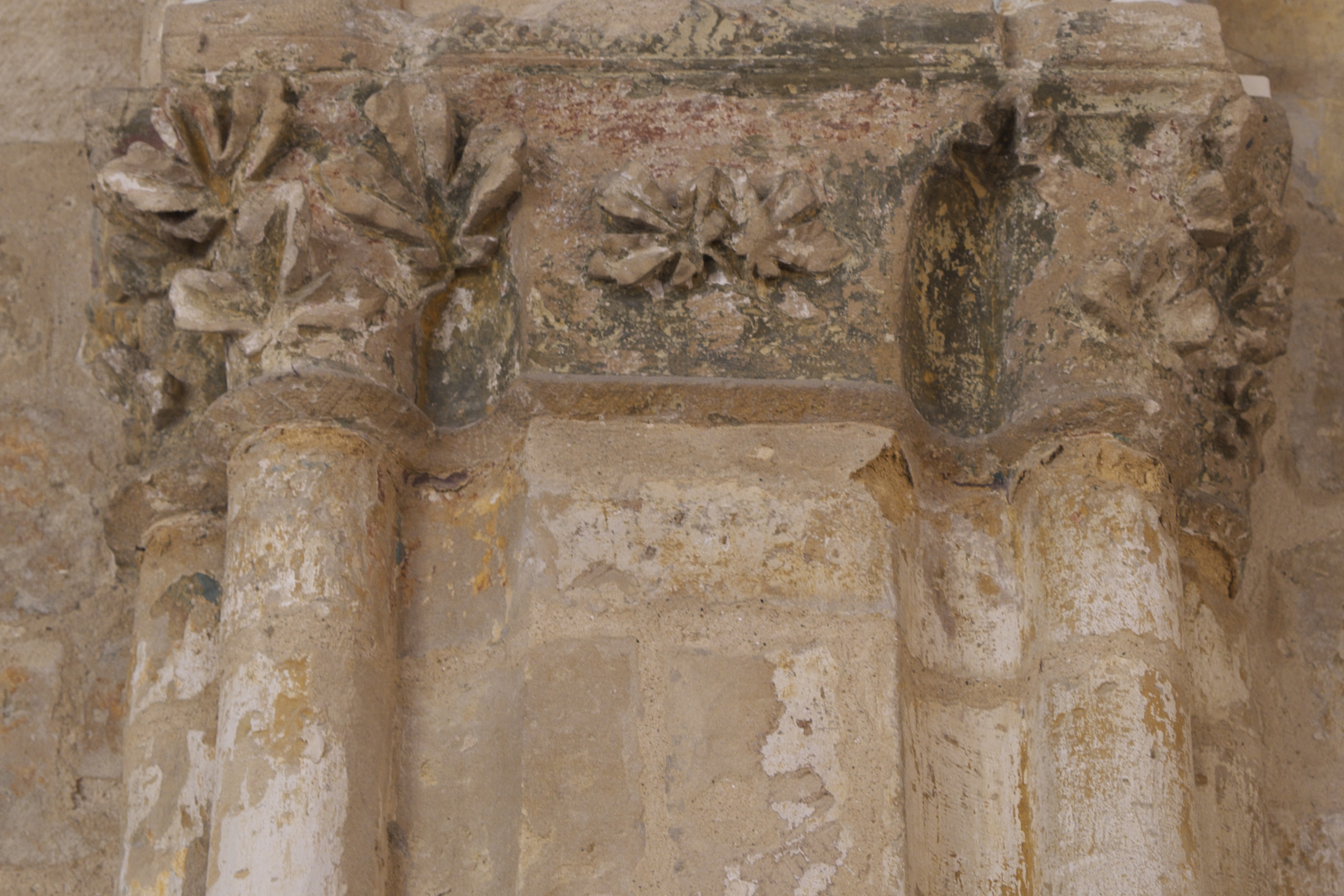
Blattkapitelle im Langhaus
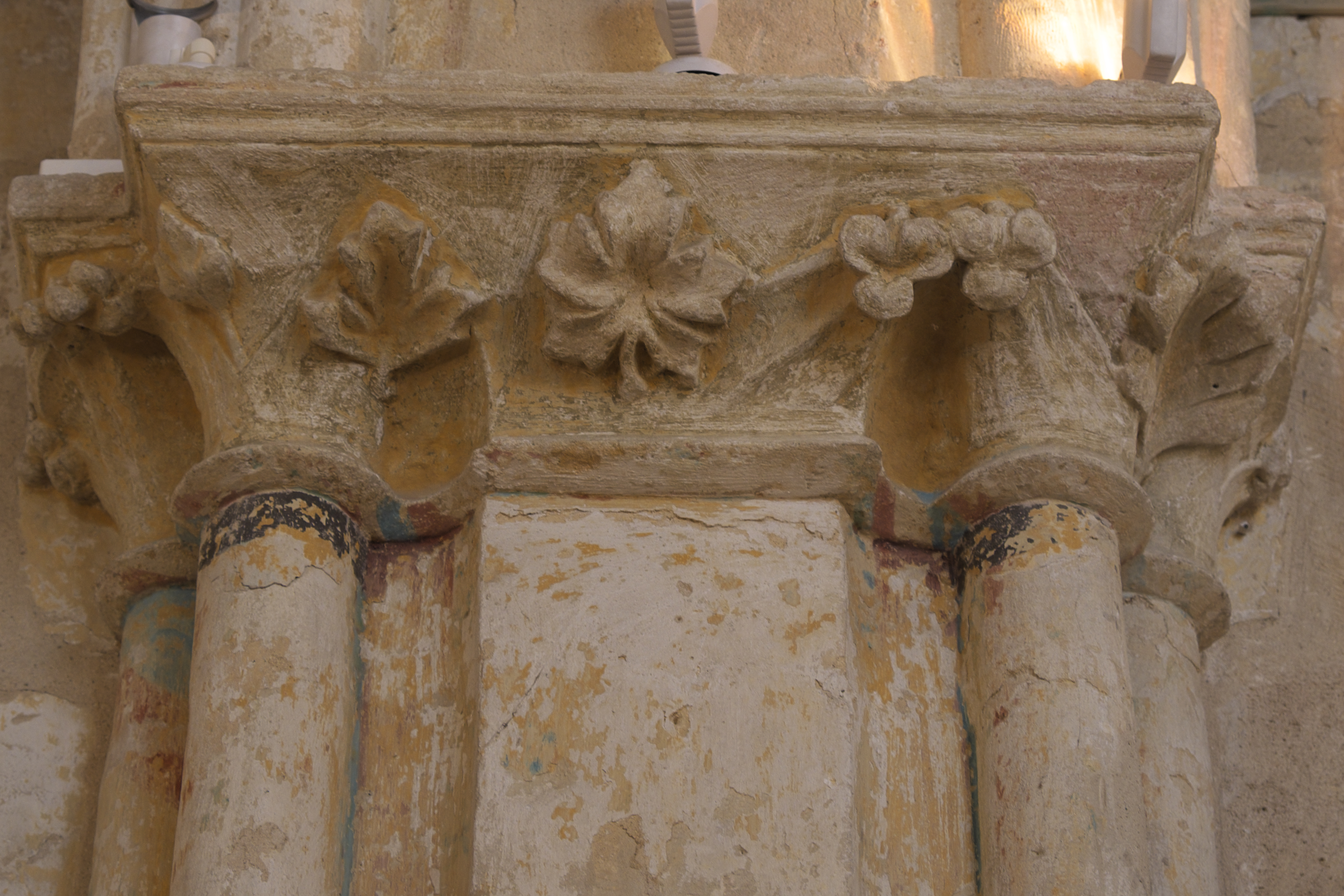
Blattkapitelle im Langhaus

## Bleiglasfenster
Die Bleiglasfenster im Chor und das Rundfenster an der Westfassade mit der Darstellung der Kreuzigung Christi sind Nachahmungen mittelalterlicher Fenster. Die modernen Fenster im Langhaus wurden 1984 von Emmanuel Chauche geschaffen.

## Litre funéraire
Etwas über dem Gewölbeansatz verläuft ein gemaltes schwarzes Band, ein Trauerband (Litre funéraire), mit dem Wappen der Familie Patrocles, die im 17. Jahrhundert die Grundherren von Croissy waren.

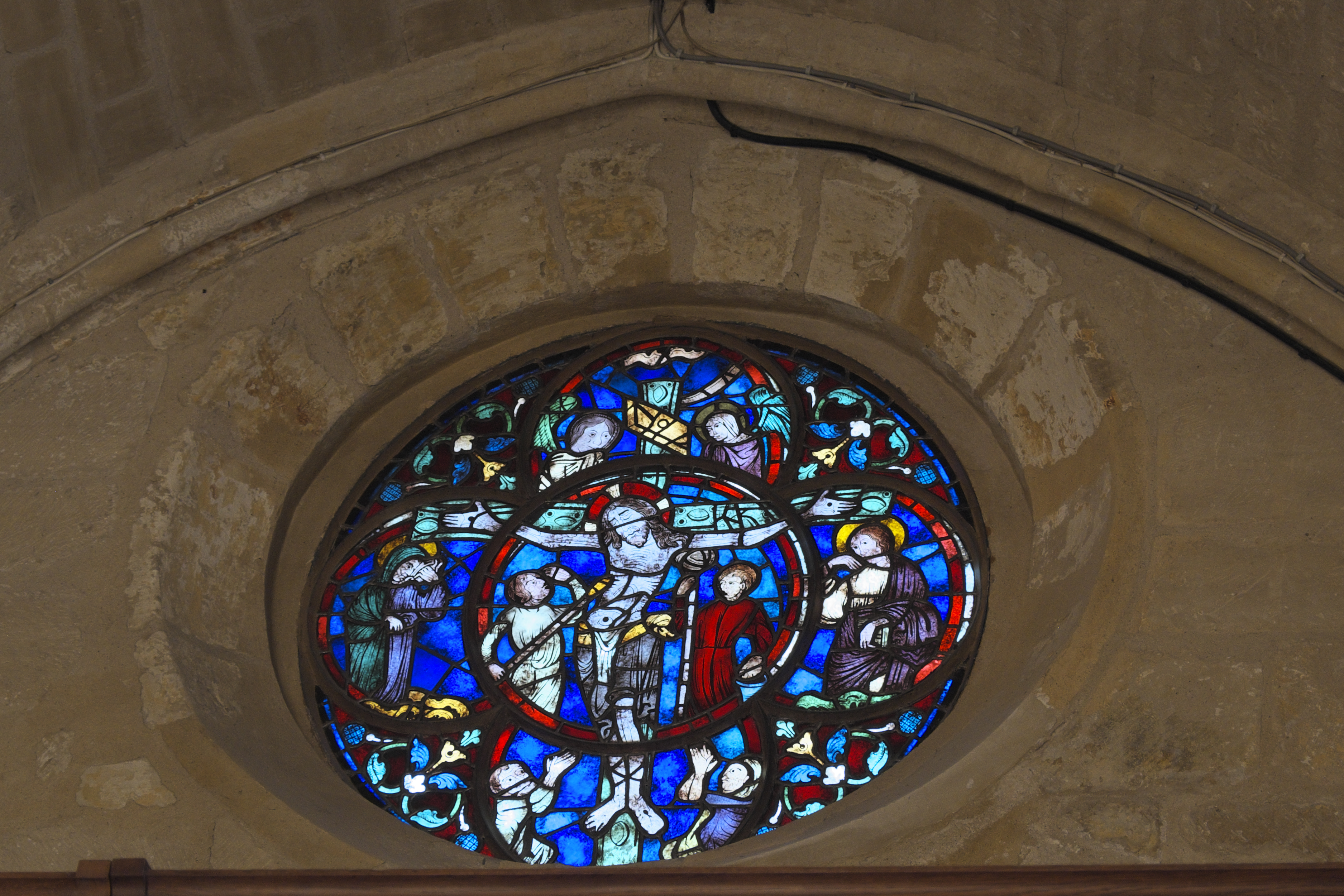
Kreuzigung Christi
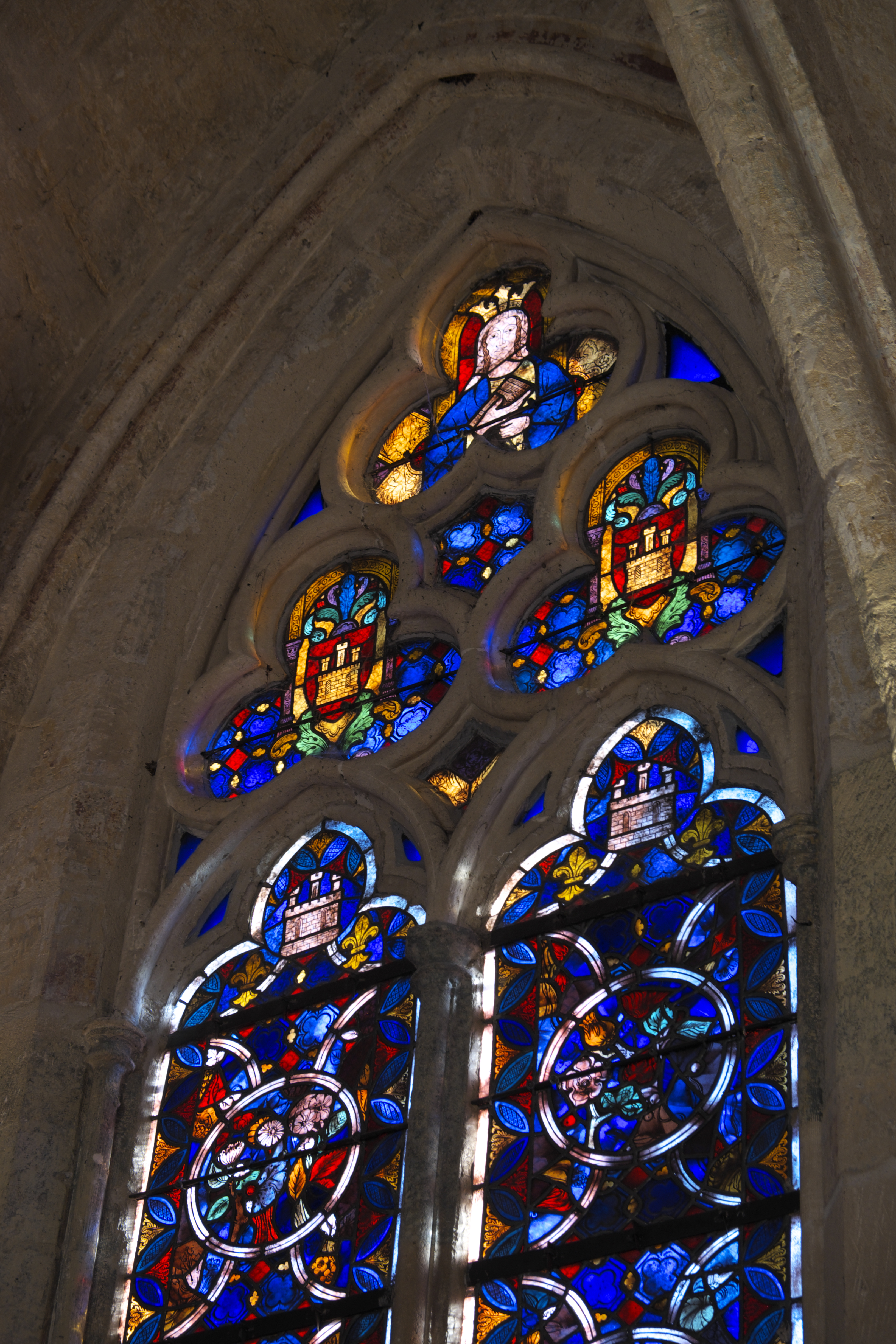
Chorfenster
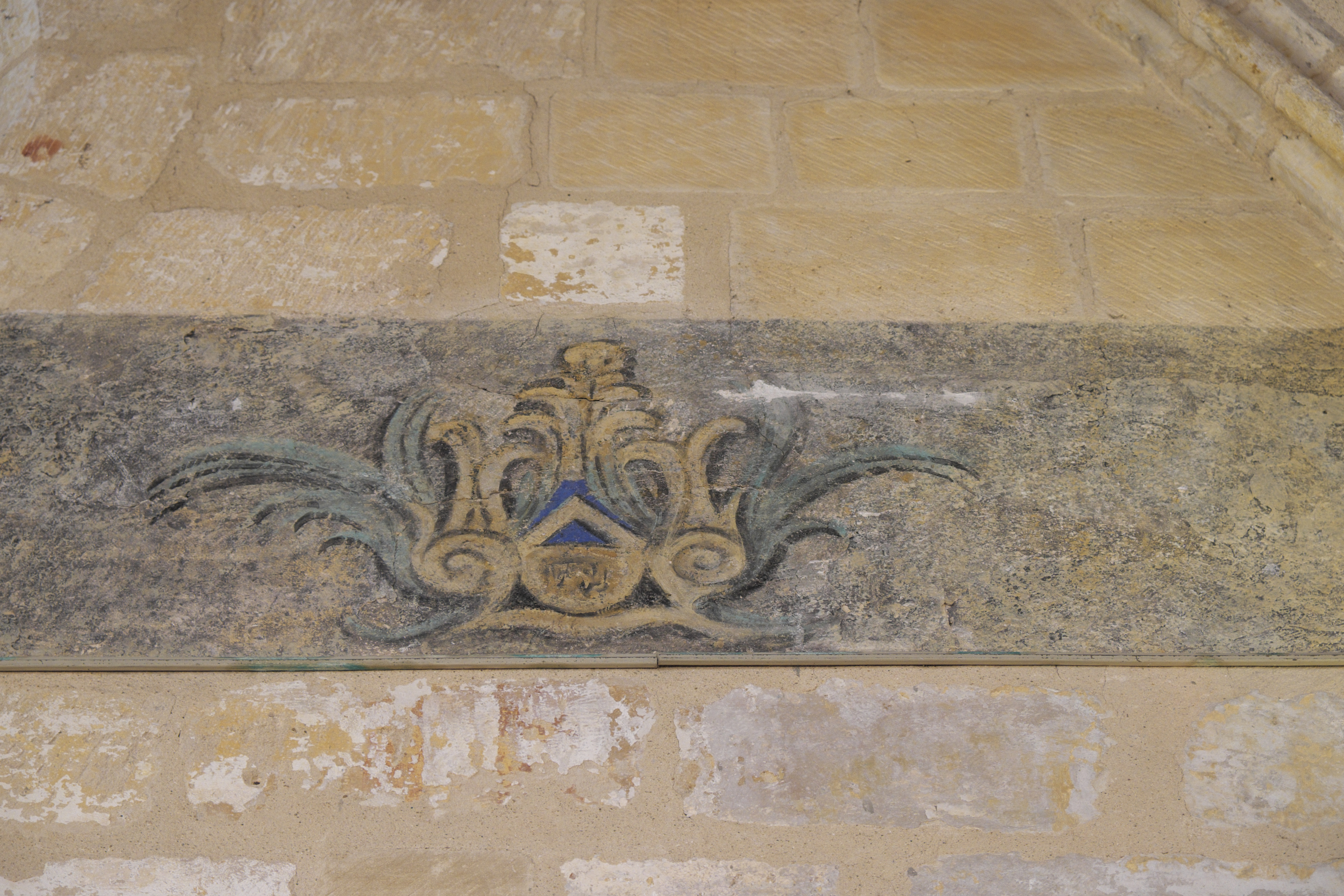
Litre funéraire

## Tafelbilder an der Emporenbrüstung
Die 14 Tafelbilder (closoirs) an der Emporenbrüstung werden ins 15. Jahrhundert datiert. Sie stammen ursprünglich aus der Lombardei und werden Bonifacio Bembo zugeschrieben. Auf fünf Bildern werden die Personen von Säulen und Vielpassbögen gerahmt. Acht Bilder stellen Helden der römischen Mythologie und mittelalterlicher Fabeldichtungen dar, die Spruchbänder mit ihren Namen in den Händen halten. Ein Bild zeigt eine Person aus einer Blüte hervorgehen mit einem Zweig mit Früchten in der Hand.

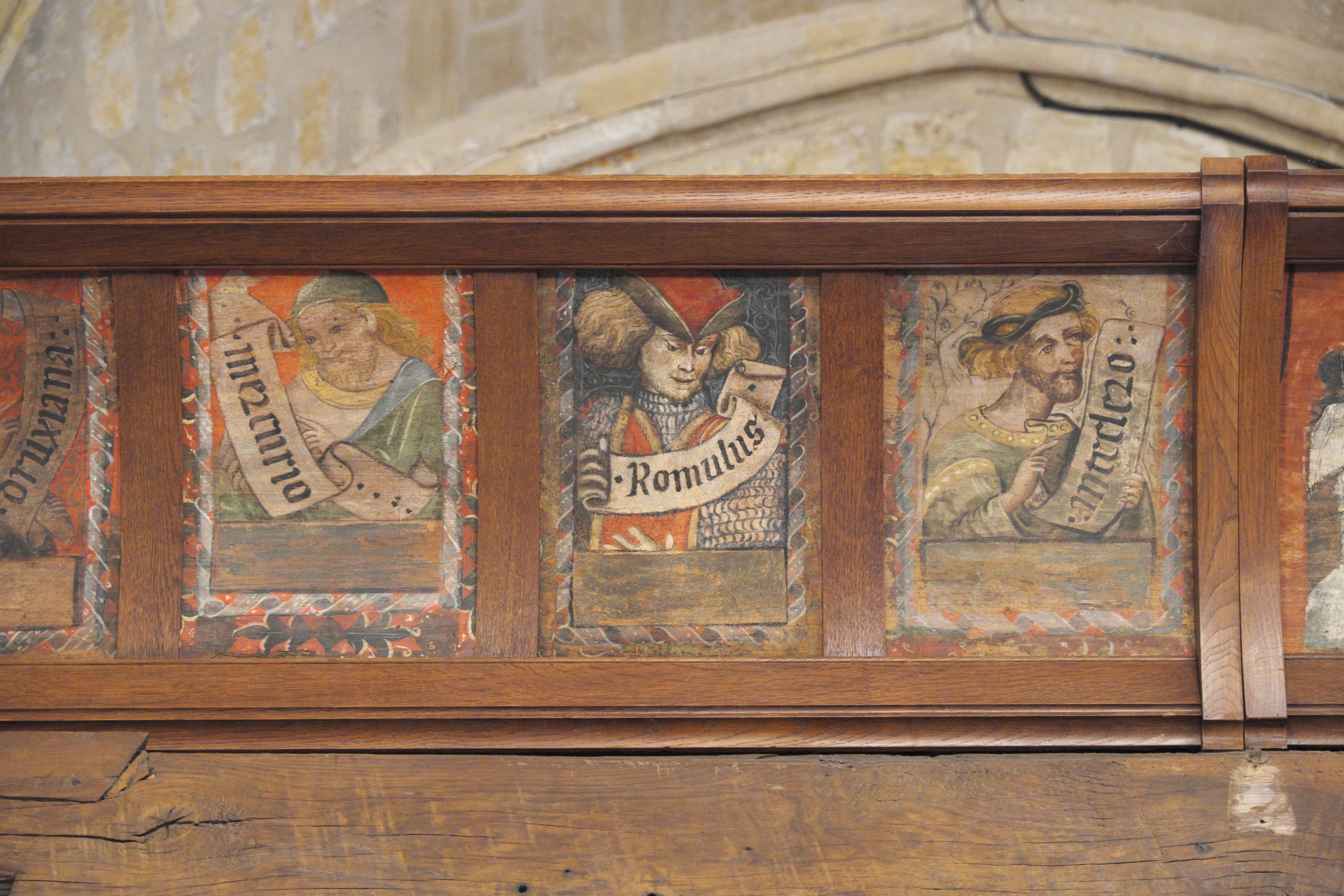
Tafelbilder
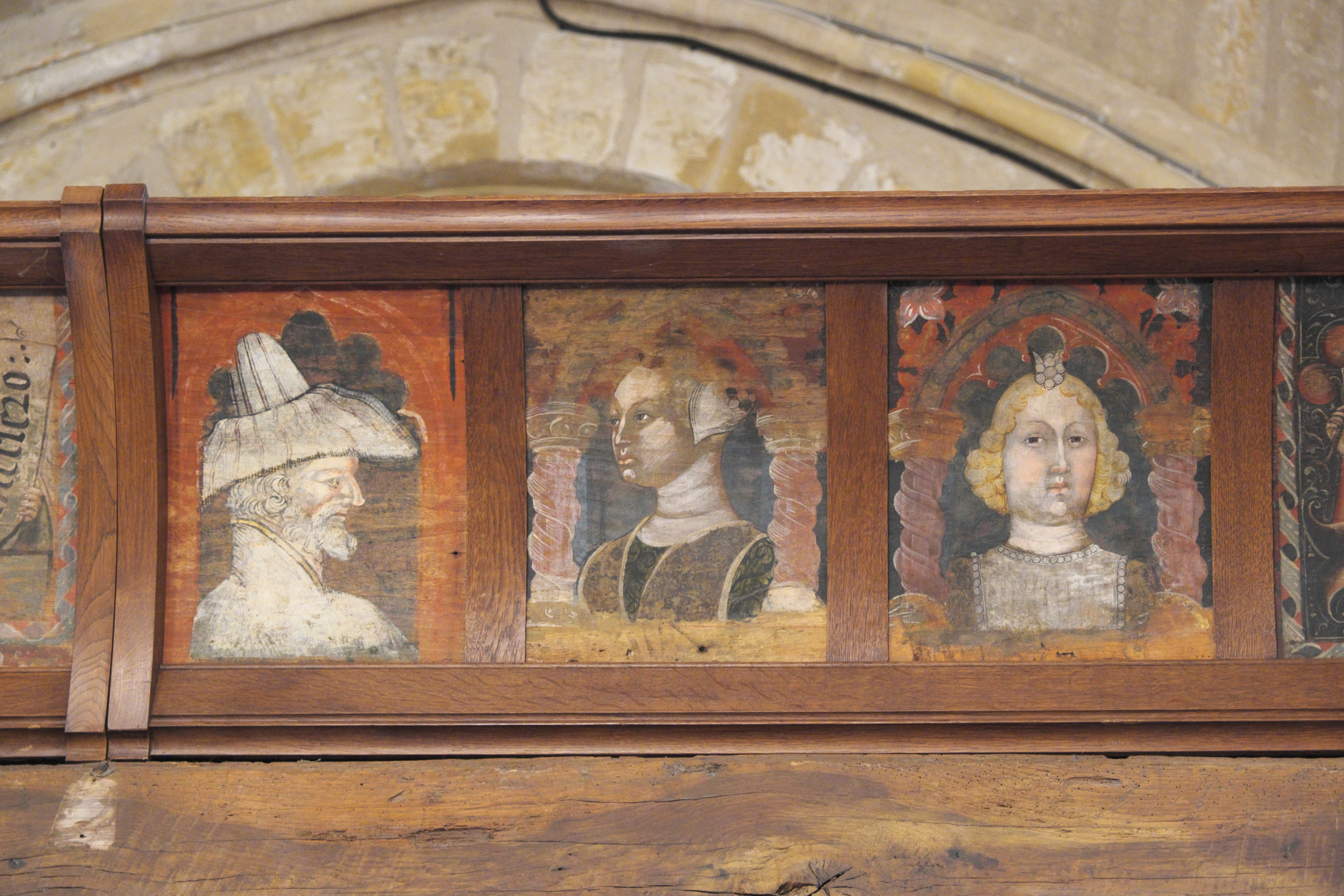
Tafelbilder
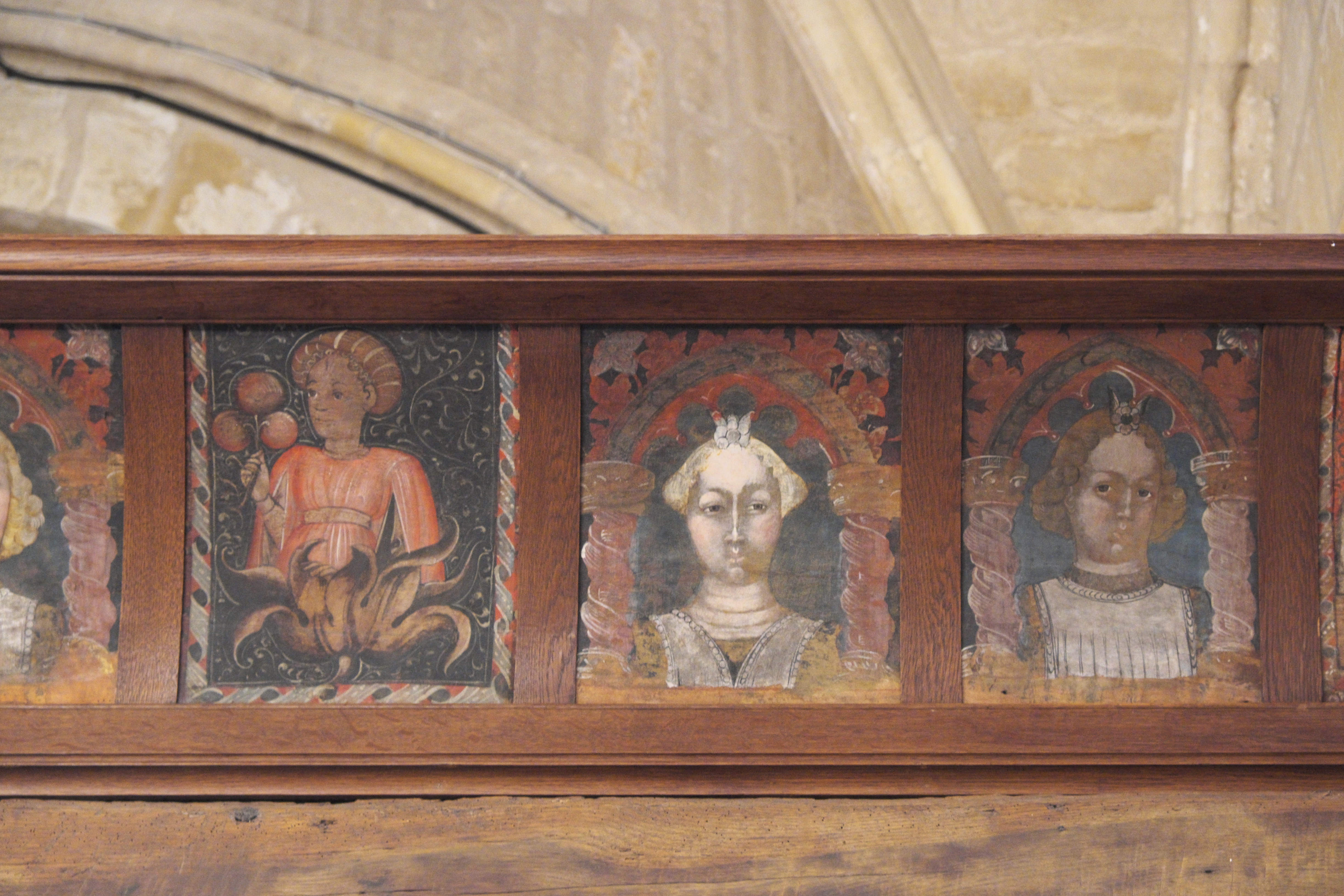
Tafelbilder

## Weitere Ausstattung
- Das Relief mit der Darstellung Christi am Kreuz[10] wird in das 13. Jahrhundert datiert und war ursprünglich Teil eines Kapitells. Aus dem Holz des Kreuzes sprießen Weinranken, die den Wein des Abendmahls symbolisieren und auf den Opfertod Jesu hinweisen. Vermutlich wurde es von Théophile Poilpot für seine Sammlung erworben.
- Die aus Eichenholz geschnitzte Madonna mit Kind, deren farbige Fassung erhalten ist, stammt aus dem 15./16. Jahrhundert.[11]
- Das Adlerpult aus dem 17. Jahrhundert war ein Geschenk Annas von Österreich, die im Jahr 1638 eine Wallfahrt zur Kirche von Croissy unternommen hatte.[12]
- An der nördlichen Chorwand wurden die Grabplatten für François-Louis de Patrocles († 1651)[13] und Marguerite de Patrocles († 1746)[14] angebracht.

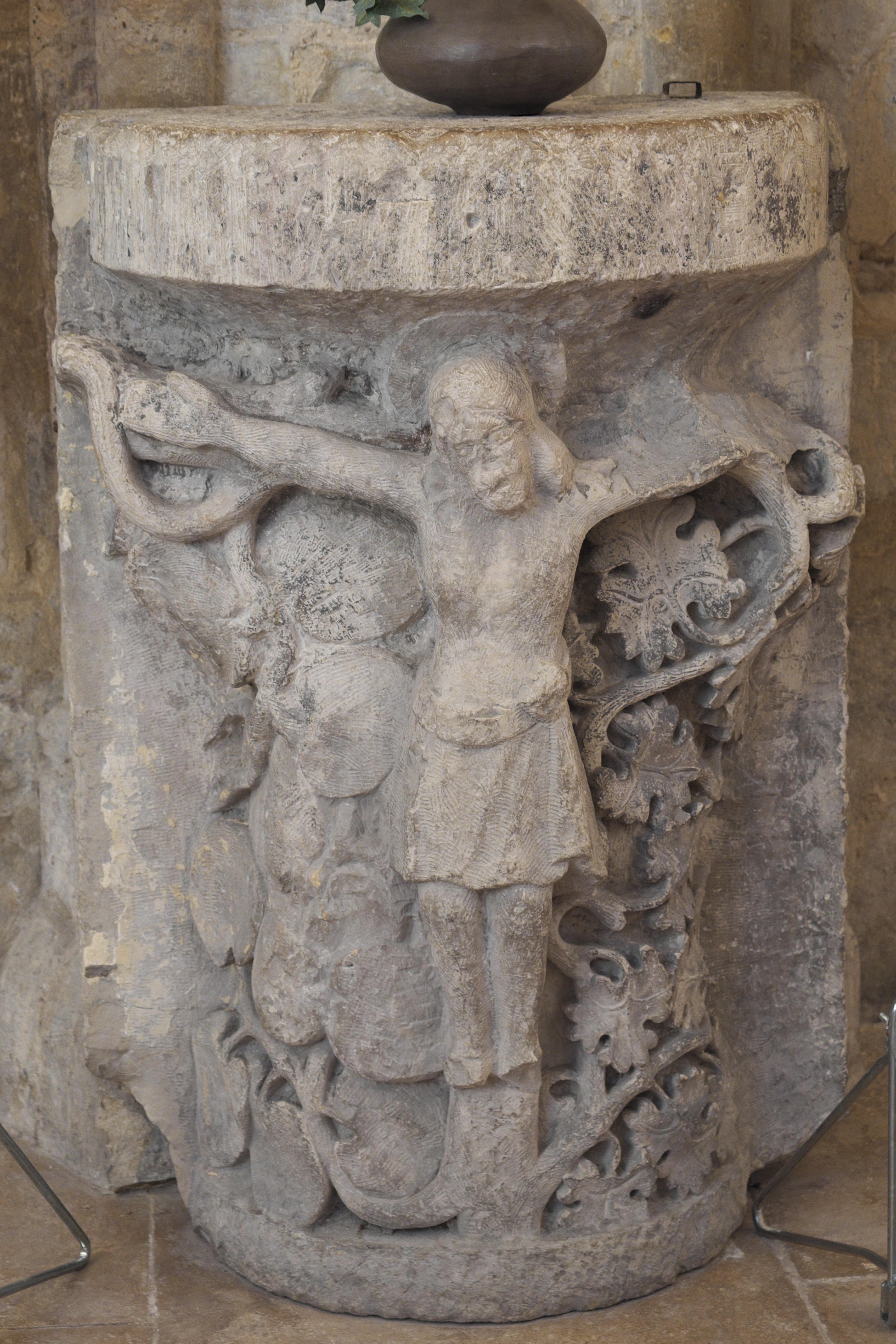
Christus am Kreuz
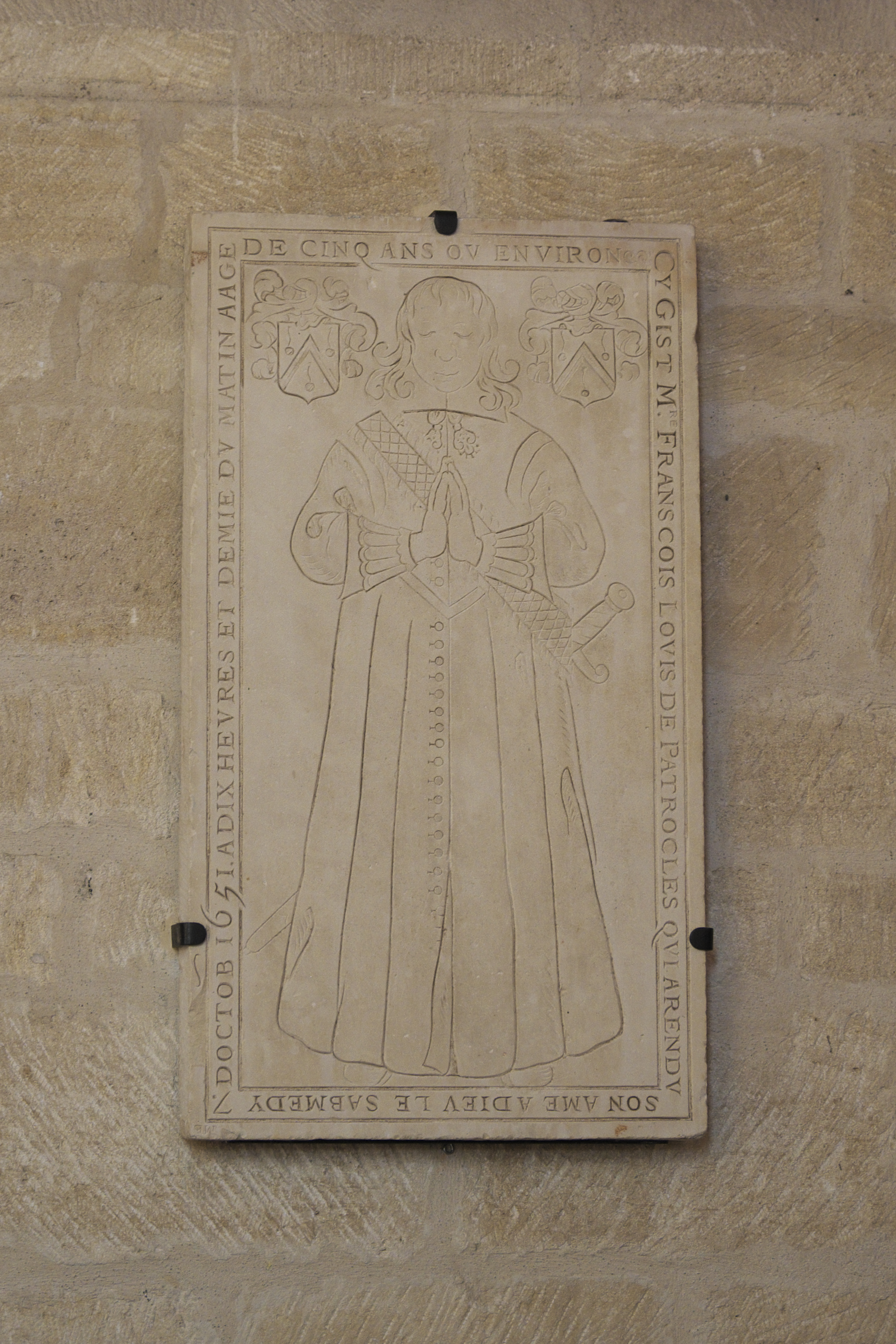
Grabplatte für François-Louis de Patrocles († 1651)
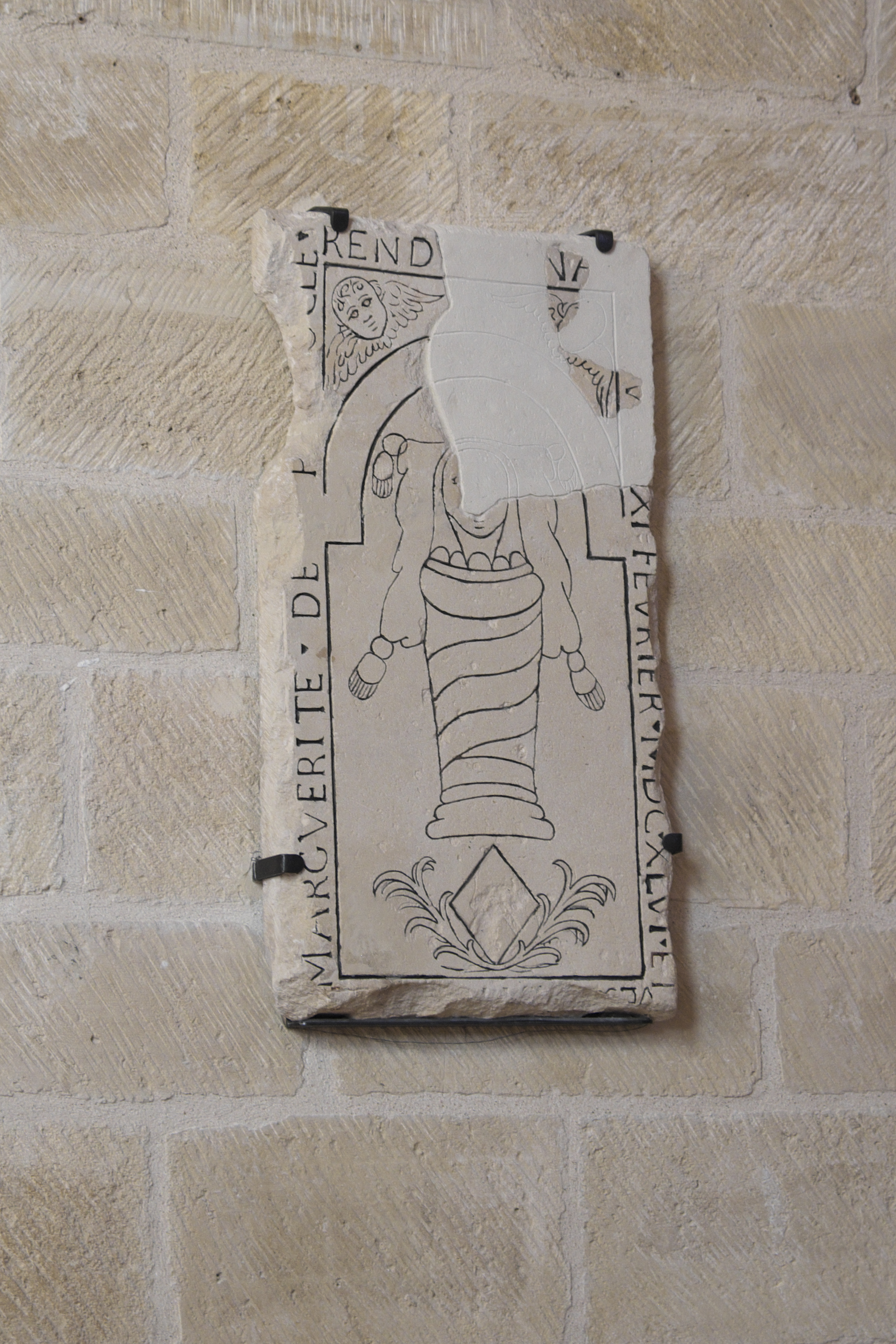
Grabplatte für Marguerite de Patrocles († 1746)